# Ákra Ágios Aimilianós
Ákra Ágios Aimilianós är en udde i Grekland.   Den ligger i regionen Sydegeiska öarna, i den sydöstra delen av landet, 400 km sydost om huvudstaden Aten.
Terrängen inåt land är huvudsakligen kuperad, men söderut är den platt. Havet är nära Ákra Ágios Aimilianós österut.  Närmaste större samhälle är Archángelos, 12,4 km norr om Ákra Ágios Aimilianós. 